# Balcombe
Balcombe est un village et paroisse civile dans le district de Mid Sussex du Sussex de l'Ouest, en Angleterre. Il se trouve à environ 50 kilomètres au sud de Londres et à 26 kilomètres au nord de Brighton.

## Toponymie
Balcombe est un nom d'origine vieil-anglaise. La deuxième moitié de ce toponyme correspond au substantif cumb « vallée », mais la première moitié est plus ambiguë : elle pourrait faire référence à un homme appelé Bealda ou provenir du substantif  bealu « mal, calamité ». Il est attesté pour la première fois vers la fin du XIe siècle sous la forme Balecumba.

## Histoire
Le village est connu pour les peintures murales sur la Première Guerre mondiale dans sa mairie.
Le viaduc de l'Ouse Valley se trouve à proximité.

## Jumelage
- Wissous (France) depuis le 6 mai 1990[2].